# سيليكو
سيليكو، (بالإنجليزية:  Siliqua)‏، (سردينيا: Silìcua)، هي بلدية في مقاطعة جنوب سردينيا، في جزيرة سردينيا، وتقع على بعد حوالي 25 كيلومترا (16 ميل) شمال غرب كالياري. في 31 ديسمبر 2004، بلغ عدد سكانها 4077 نسمة ومساحة 190.4 كيلومتر مربع (73.5 ميل مربع). 

## السكان
في سنة 1861 بلغ عدد السكان 2٬307 نسمة، وتطور العدد ليصل في سنة 2011 لـ 3٬997 نسمة.
يظهر هذا المخطط البياني تطور النمو السكاني لـ سيليكو